# Sjuwke Kunst
Sjuwke Maria Laura Kunst (Bandung, 11 augustus 1922 – Amsterdam, 28 februari 2021) was een Nederlands kunstenares.
Sjuwke Kunst was een dochter van etnomusicoloog Jacob Kunst en Catharina Jacoba Antoinette van Wely (Kathy van Wely), dochter van een assistent-resident en lerares Frans. Van hen gezamenlijk verscheen onder meer De toonkunst van Bali. 
Op haar dertiende waren al een paar tekeningen van Kunst in de vorm van karikatuurschetsen te zien in de Haagse Kunstkring (tentoonstelling Humor en Satyre). Ze had toen nog geen tekenles gehad. In de Tweede Wereldoorlog ging ze studeren aan de Rijksacademie voor Beeldende Kunsten, maar in eerste instantie als beeldhouwer. Jan Bronner was haar leermeester daar.  
Zij huwde in 1944 met de beeldhouwer Geurt Brinkgreve. Het echtpaar woonde langere tijd in het Aalsmeerder Veerhuis. Ze was februari 2017 aanwezig toen de Amsterdamse brug 296 naar haar man vernoemd werd.
Van de kinderen werd:
- zoon Maarten Brinkgreve (1946-2010) stadsfotograaf, onder andere voor de gemeente Amsterdam (97 foto's van hem op Beeldbank Amsterdam)
- dochter Barbara Sjuwke Maria Brinkgreve (geboren 1948) beeldend kunstenaar en bestuurder bij het Provinciaal Utrechtsch Genootschap van Kunsten en Wetenschappen (Barbara de Clercq-Brinkgreve)
- dochter Christien Brinkgreve (geboren 1949) hoogleraar sociologie
- dochter Clara Brinkgreve (geboren 1951) kunstenares en kunsthistorica, ze is auteur van Met Indië verbonden over haar opa en oma.